# 斯瑟斯科納 (印第安納州)
斯瑟斯科納（英語：Leases Corner）是位於美國印地安納州卡斯縣的一個非建制地區。該地的面積和人口皆未知。

## 地理
斯瑟斯科納的座標為40°51′59″N 86°22′27″W / 40.86639°N 86.37417°W，而該地的平均海拔高度為244米（即801英尺）。